# Brezanóczy Ádám
Brezanóczy Ádám (Jolsva, 1751. november 4. – Pest, 1832. március 2.) jezsuita rendi szerzetes, jogász, egyetemi tanár.

## Életpályája
1768-tól 1773-ig jezsuita-növendék volt Kassán; a rend feloszlatása után világi pályán maradt, ügyvéd és 1785. november 5.-én jogtudor lett. A tanítói pályára lépve, előbb a pécsi gimnáziumban tanárkodott. 1780-ban rendkívüli minőségben a kassai akadémiára került. 1784. december 17.-én a pozsonyi akadémiához nevezték ki az egyházi jog rendkívüli tanárának; ugyanitt 1786. november 1-jétől 1807. október 31-éig az észjogot adta elő mint rendes tanár. Ezután a pesti egyetemhez neveztetett ki és 1817-ben rektor volt. 1822-ben I. Ferenc királytól nemességet nyert. 1827-ben nyugdíjba vonult.

## Művei
- Explanatio juris naturae Posonii, 1795 (2. kiadás. Pest, 1824)
- Explanatio juris naturae politici. Uo. 1796
- Vindiciae systematis philosophici de origine civitatis contra systema antiphilosophicum J. Adami. Uo. 1801
- Jus patriae Uo. 1806–07, négy kötet (Georch Illés után magyarból ford.)
- Assertiones ex universo jure ecclesiastico. Pestini, 1808
- Oratio quam pns manibus Mathiae Mészáros prof. statistin reg. univ dixit. Uo. 1808
- Oratio quam Mich. Hirsch, prof. jur. nat. in univ. Pest. defuncto dixit. Uo. 1811
- Institutiones juris ecclesiastici. Uo. 1817–18, két rész
- Responsum datum Joanni Nep. Alber theol. prof. de nonnullis juris eccles. sententiis. Uo. 1821

Szerkesztette az Ephem. Posonienses cz. latin hirlapot 1804-től 1807-ig.